# Portrait d'un musicien
Le Portrait d'un musicien est une peinture à l'huile sur toile du peintre toscan Jacopo Carucci, dit le Pontormo. Il date de 1518-1519 environ et conservé dans la Galerie des Offices à Florence.

## Histoire et description
L'œuvre faisait partie des collections du cardinal Léopold de Médicis et avait été inventoriée à l'origine comme un portrait du musicien Francesco dell'Ajolle par Andrea del Sarto. Carlo Gamba a redonné l'attribution à Pontormo, puis a été suivi par le reste des critiques. En 1959, Keutner excluait que l'effigie puisse être le portrait dell'Ajolle, ce qui est plutôt indiqué dans le Portrait viril de Rosso Fiorentino à la National Gallery de Washington .
La chronologie est basée sur des données stylistiques. C'est Luciano Berti qui a daté cette œuvre dans la phase de jeunesse, entre le Retable Pucci et les Saints de Pontormo.
Le protagoniste est représenté à mi-corps sur un fond noir uniforme. Il a le torse tourné vers la droite, son bras droit posé doucement sur un bras de chaise, tandis qu'entre ses jambes, il tient un livre ouvert avec une partition. Le visage est plutôt tourné vers le spectateur, mis en évidence dans sa blancheur comparée aux tons sombres de la robe et de l'arrière-plan. Il porte une coiffe noire et est jeune, environ vingt ans. Il a de longs cheveux jusqu'au cou, de longues pattes, une pointe de moustache et de barbe. Les yeux sont grands et expressifs, le nez droit, la bouche fine, le menton prononcé.